# 1995 UM8
1995 UM8 är en asteroid i huvudbältet som upptäcktes den 27 oktober 1995 av den japanska astronomen Takao Kobayashi vid Ōizumi-observatoriet.